# Cavalcade of Glee and Dadaist Happy Hardcore Pom Poms
Albums de Venetian Snares
Meathole
(2005) Hospitality
(2006)
Cavalcade of Glee and Dadaist Happy Hardcore Pom Poms est un album studio axé breakcore, commercialisé le 11 mai 2006, composé par le compositeur canadien Venetian Snares. L'album est généralement bien accueilli par la presse spécialisée,,,.

## Développement
Cavalcade of Glee and Dadaist Happy Hardcore Pom Poms est le premier album composé et distribué en été 2006 par Venetian Snares, après la parution de trois albums l'année dernière, en 2005.
Le titre XIII's Dub est composé en signature 13/4, Donut en 11/4, Twirl en 10/4, et Cancel en 5/4. Le titre Swindon contient un échantillon d'une voix féminine ; le titre est nommé d'après la ville de Swindon. Le titre de la troisième piste, Pwntendo est un jeu de mots entre « pwn » et le nom de la société Nintendo,. Tache utilise un échantillon vocal du poème Quand on regarde une montre de Philippe Soupault.

## Liste des pistes
1. Donut – 4:38
2. Swindon – 5:26
3. Pwntendo – 4:19
4. XIII's Dub – 3:47
5. Vache – 5:03
6. Plunging Hornets – 5:09
7. Twirl – 4:28
8. Tache – 6:27
9. P – 2:10
10. Cancel – 6:54

## Accueil
L'album est généralement bien accueilli par la presse spécialisée. Nate Dorr, du site Popmatters lui attribue une note de 7 sur 10 avec en commentaire : « Écouté individuellement, chaque titre est formidable ; écoutés ensemble, l'auditeur se perd dans un ensemble de morceaux similaires et frénétiques (un symptôme malheureusement typique de Venetian Snares). » Jay Shukla, du site The Skinny, lui attribue quatre étoiles sur cinq, en commentant « Funk a modéré son penchant pour les breaks nihilistes et s'est concentré sur la texture et l'émotion de ses compos. » Les sites Almost Cool Music et Sputnikmusic lui attribuent un 7,75 sur 10 et un 4 sur 5, respectivement ; Sputnikmusic recommande d'ailleurs à ses lecteurs l'écoute des titres Swindon, Plunging Hornets, Twirl, et Cancel.
Le site Forces Parallèles attribue à l'album cinq étoiles et commentant « Cavalcade Of Glee And Dadaist Happy Hardcore Pom Poms est donc l’un des albums les plus accessibles de Venetian Snares, tout en gardant une base très Breakcore, contrairement à Rossz Csillag Alatt Született, plus orchestral. À ce jour, Cavalcade Of Glee est sans doute le dernier « grand album » de Venetian Snares, et semble d’ailleurs avoir servi de modèle à quelques-unes de ses productions les plus récentes, le génie en moins. » Le site Decoy Music, lui, catégorise l'album comme « une expérience et un voyage dans l'inclassable rythmique bizarre. »